# Acianthera marumbyana
Acianthera marumbyana  es una especie de orquídea originaria de  Brasil, considerada endémica en Paraná.

## Descripción
Es una orquídea  de tamaño medio, con un crecimiento cespitoso, tiene afinidad con Acianthera tristis , que se encuentra en el mismo lugar, en cuya descripción se lee que tienen flores glabras con recubrimientos delgados. Anteriormente estaba subordinada al género Pleurothallis.

## Taxonomía
Acianthera marumbyana fue descrita por (Garay) Luer   y publicado en Monographs in systematic botany from the Missouri Botanical Garden 95: 254. 2004.
Etimología
Acianthera: nombre genérico que es una referencia a la posición de las anteras de algunas de sus especies.
marumbyana: epíteto geográfico que alude a su localización en Marumbi.
Sinonimia
- Pleurothallis marumbyana Garay[4][5]